# Redjuice
Tomoyuki Yamasaki (n. Tosashimizu, Kōchi; 1976), más conocido como Redjuice, es un ilustrador japonés. Es uno de los miembros del grupo de Dōjin Supercell, conocido por su ilustración de la canción de Miku «World is Mine», aunque también ha realizado ilustraciones para el grupo Livetune. Redjuice debutó como ilustrador profesional en 2007.

## Trabajos

### Ilustraciones
- CD de Supercell «Sayonara Memories» - Ilustración de la carátula[4]
- CD de Supercell «Today Is A Beautiful Day» - Ilustración de la carátula[5]

### Novelas Ligeras
- Loups=Garous
- Makai Tantei Meiōsei O Pain no P
- Vick le Final
- Guilty Crown: Requiem Code

### Videojuegos
- Hatsune Miku: Project DIVA - Varias ilustraciones y diseños de vestidos
- Hatsune Miku: Project DIVA 2nd - Varias ilustraciones y diseños de vestidos

### Anime
- Guilty Crown - Diseño de personajes[6]

### VTubers
- IRyS